# Hawaii Five-0
Hawaii Five-0 ist eine US-amerikanische Krimiserie, die zwischen 2010 und 2020 von CBS Corporation für den US-Sender CBS produziert wurde. Die Serie ist ein Remake der von 1968 bis 1980 ausgestrahlten Serie Hawaii Fünf-Null über eine Spezialeinheit der Polizei, die das organisierte Verbrechen auf Hawaii bekämpft. In den Hauptrollen sind Alex O’Loughlin, Scott Caan, bis Staffel 7 Daniel Dae Kim und Grace Park, ab Staffel 4 Chi McBride, von Staffel 5 bis Staffel 10 Jorge Garcia, ab Staffel 8 Meaghan Rath, Beulah Koale sowie Ian Anthony Dale, der bereits seit Staffel 2 Teil des Casts war, und in der zehnten Staffel Katrina Law zu sehen. Die Erstausstrahlung von Hawaii Five-0 war am 20. September 2010, exakt 42 Jahre nach der Erstausstrahlung des Originals.
Hawaii Five-0 spielt im selben Serienuniversum wie JAG – Im Auftrag der Ehre, Navy CIS, Navy CIS: L.A., Navy CIS: New Orleans, MacGyver, Scorpion und Magnum P.I. In der sechsten Episode der zweiten Staffel tritt Daniela Ruah als Special Agent Kensi Blye als Agentin des NCIS Los Angeles kurz in Erscheinung. Im Mai 2012 war ein weiteres Crossover beider Serien zu sehen. Dabei gab es eine Geschichte, die in zwei Teile gegliedert wurde, wobei der erste bei Hawaii Five-0 und der zweite bei Navy CIS: L.A. gezeigt wurde. 2017 schloss sich MacGyver dem Serienuniversum an, als Chin und Kono nach einem Erdbeben auf Big Island Hilfe von Mac, Jack, Riley und Bozer von der Phoenix Foundation erhalten. Der Auftritt der beiden Five-0-Ermittler sowie der von Imbiss-Betreiber Kamekona wurde in der Episode Ärger im Paradies bei MacGyver gezeigt.
Am 23. März 2017 verlängerte CBS die Serie um eine achte Staffel. Deren Ausstrahlung startete am 27. September 2017 in den USA. In Deutschland wurde die achte Staffel ab dem 5. Februar 2018 auf dem Free-TV-Sender Sat.1 ausgestrahlt. Die Fortsetzung der Serie um eine neunte Staffel wurde am 18. April 2018 bestätigt. Im Mai 2019 bestellte CBS eine zehnte Staffel der Serie. Die Serie endete mit der zehnten Staffel, auch da sich Alex O’Loughlin dazu entschied, seinen auslaufenden Vertrag für eine elfte Staffel nicht zu verlängern.

## Handlung
Im Mittelpunkt der Serie steht der hochdekorierte ehemalige Navy-SEAL-Commander Steve McGarrett, der von der Gouverneurin von Hawaii mit der Bildung einer Sondereinheit zur Bekämpfung des organisierten Verbrechens beauftragt wird. Er rekrutiert den ehemaligen Polizisten Chin Ho Kelly, der nach ungerechtfertigten Bestechungsvorwürfen die Polizei verlassen musste, den Polizisten Danny „Danno“ Williams, der seiner geschiedenen Frau und deren Tochter von New Jersey nach Hawaii gefolgt ist, und die junge Polizistin Kona „Kono“ Kalakaua, die gerade ihre Ausbildung beendet hat und die Cousine von Chin ist. Sie nennen sich Five-0 und arbeiten gemeinsam an einer Vielzahl unterschiedlicher Kriminalfälle.
In Staffel 2 stößt Agent Lori Weston zum Team, verlässt dieses jedoch wieder, als ein Fall zu weit geht und sie der Gouverneur vor die Wahl zwischen Five-0 und dem Staat Hawaii stellt.
Als in der 4. Staffel McGarretts Freundin Catherine Rollins aus der Navy austritt, schließt sie sich nach kurzer Zeit ebenfalls der Task Force an. Als sie aber bei einer Hilfsreise nach Afghanistan von der CIA angeworben wird, nimmt sie dieses Angebot an und verlässt das Team.
In der 5. Staffel kommen Captain Lou Grover, ehemaliger Captain des S.W.A.T.-Teams des HPD, und Jerry Ortega, ein Schulfreund von Chin und Verschwörungstheoretiker, zur Five-0 Task Force. Letzterer erhielt nach 2 Jahren im Team seine Dienstmarke und ist somit offiziell Teil von Five-0.
In der 7. Staffel verließen Masi Oka, Daniel Dae Kim und Grace Park die Serie, Kim und Park aufgrund ungerechter Bezahlung und Oka, weil er sich anderen Projekten zuwenden wollte.
Diese Ausstiege wurden in der Serie so erklärt, dass der Gerichtsmediziner Max Bergman (Masi Oka) nach Madagaskar zieht, um dort einer Hilfsorganisation beizutreten; Chin Ho Kelly (Daniel Dae Kim) zieht nach San Francisco, um dort seine eigene Task Force zu leiten und Kono Kalakaua (Grace Park) reist auf dem Festland umher und nimmt Menschenhändlerringe hoch.
Als Ersatz für die beiden fehlenden Ermittler bei Five-0 werden die Polizeischulabbrecherin Tani Rey und der ehemalige Navy-S.E.A.L. Junior Reigns gefunden, und als neue Gerichtsmedizinerin wird Dr. Noelani Cunha eingestellt. Im weiteren Verlauf stößt auch Konos Ex-Mann Adam Noshimuri, ein jahrelanger enger Freund des Teams und ehemals hohes Tier der Hawaiischen Yakuza, zu Five-0.

## Figuren

### Hauptfiguren
Lieutenant Commander Steven John „Steve“ McGarrett (Commanding Officer)
Lieutenant Commander Steve McGarrett ist ein ehemaliger, hochdekorierter Commander, der von den Navy SEALs als Reservist zur Polizei von Hawaii wechselt. So war er 2002 in Marokko zusammen mit seinem Ausbilder Joe White unter der Leitung von Agent Greer, mit der er ein Liebesverhältnis einging, im Einsatz. Später war er größtenteils in Afghanistan stationiert, absolvierte aber auch einzelne Missionen, so zum Beispiel in Nordkorea. Sein Großvater, der ebenfalls Steven McGarrett hieß, diente auf der Arizona und kam beim Angriff auf Pearl Harbor ums Leben. Steve kam nach Hawaii, um den Mord an seinem Vater aufzuklären und blieb, nachdem die Gouverneurin Patricia Jameson ihn überredete, die Leitung eines neuen Teams zu übernehmen. Von seiner jüngeren Schwester Mary Ann hat er sich in der Vergangenheit entfremdet, weshalb er nun versucht, ihr wieder ein wenig näher zu kommen. Nachdem er herausgefunden hat, dass sein Vater im Auftrag von Wo Fat umgebracht wurde, setzt er alles daran, diesen zur Rechenschaft zu ziehen. Er hat eine Beziehung mit der Navy-Offizierin Catherine Rollins, die bereits zu Beginn der dritten Staffel klarere Züge annimmt. Steve McGarrett findet am Ende der zweiten Staffel bzw. zu Beginn der dritten Staffel heraus, dass seine Mutter Doris McGarrett alias Shelburne ihren Tod nur vorgetäuscht hatte, um ins Zeugenschutzprogramm aufgenommen zu werden. Damals wurde er von seinem Vater aufs Internat geschickt, da John selbst nicht glaubte, für seinen Sohn sorgen zu können. Es erfolgt eine zögerliche Annäherung der beiden. Außerdem hat er eine Tante namens Debra, die die Schwester seines Vaters ist und ihm sehr nahe steht. In der vierten Staffel erfährt man, dass sie Krebs hat. Nachdem er Catherine Anfang der sechsten Staffel einen Heiratsantrag machen wollte, sie jedoch zur CIA ging, beendet er die Beziehung. Daraufhin kommt er mit Lynn Downey zusammen, trennt sich später aber wieder von ihr. In Staffel sieben erleidet er eine Strahlenvergiftung, die er auch in der nächsten Staffel noch hat. Später nimmt er den Polizeihund Eddie, der dem Five-0-Team bei einigen Einsätzen zur Hilfe kommt, sowie die Katze Mr. Pickels bei sich auf. Zusammen mit Danny plant er in der achten Staffel die Eröffnung eines italienischen Restaurants, verkauft es später jedoch an Kamekona. Steve spricht fließend Mandarin und beherrscht teilweise noch andere Sprachen wie Koreanisch, Japanisch und Hawaiianisch. Zudem spielte er in seiner Kindheit für lange Zeit Gitarre, kann Reiten und brach auf dem College viele von Chins Football-Rekorden.
Detective Sergeant Daniel „Danny“/„Danno“ Williams
Danny Williams ist ein Detective Sergeant aus New Jersey, der sich nach Hawaii hat versetzen lassen, damit er seiner Tochter Grace näher sein kann. Er studierte BWL im Nebenfach und wurde später im Polizeidienst zusammen mit seiner Partnerin Grace während der Terroranschläge am 11. September 2001 von Gangstern gefangen gehalten, woraufhin sie – auch aufgrund fehlender medizinischer Versorgung – an diesem Tag starb. Im Anschluss benannte er seine Tochter nach seiner an diesem Tag getöteten Partnerin. Danny hasst Hawaii und das Meer, er gerät darüber immer wieder in kleinere Streitereien mit Steve. Erst in der dritten Staffel wird klar, weshalb Danny das Meer hasst: In seinen Kindertagen verlor er seinen besten Freund durch Ertrinken. Er hegt immer noch Gefühle für seine Ex-Frau Rachel, die jedoch neu geheiratet hat und von ihrem Ehemann Stan ein Kind bekommt. Später entwickelt er Gefühle für die Historikerin Dr. Gabrielle Asano und beginnt eine Beziehung mit ihr. Ende der zweiten Staffel beginnt er mit Rachel um das Sorgerecht um Grace zu kämpfen, da diese mit Mann und Tochter nach Las Vegas ziehen will. Nachdem die Beziehung zu Gabby Anfang der vierten Staffel endet, kommt er einige Zeit später mit Melissa Armstrong zusammen. Mitte der fünften Staffel erfährt man, dass er auch einen Sohn namens Charlie hat, was Rachel ihm aber verschwiegen hat, indem sie behauptet hat, dass ihr Ehemann der Vater sei. Sein Bruder Matti wurde vom Drogenbaron Marco Reyes ermordet, den Danny später aus Rache tötet, woraufhin er in ein mexikanisches Gefängnis überführt wird, schließlich aber vom Five-0-Team befreit werden kann. Seine Schwester Bridget ließ sich von ihrem Mann scheiden, da sie ihr Leben zu langweilig fand. Außerdem hat Danny noch eine weitere Schwester namens Stella. Seine Eltern Clara und Eddie haben sich mit der Zeit auseinander gelebt, finden mit seiner Hilfe aber wieder zueinander. In Staffel acht verfolgt er zusammen mit Steve den Plan, ein eigenes italienisches Restaurant zu eröffnen, wobei er unter anderem Hilfe von seinem Onkel Vito bekommt. Nach der Eröffnung verkauft er es jedoch an Kamekona.
Detective Lieutenant Chin Ho Kelly
Chin Ho Kelly ist ein ehemaliger Detective Sergeant, später Detective Lieutenant, des Hawaii Police Department, da er zu Unrecht der Korruption beschuldigt und aus dem HPD gedrängt wurde. Chin ist der ältere Cousin von Kono, welche stets an seine Unschuld glaubte. Nachdem ihm gekündigt wurde, ging auch seine Beziehung zur Ärztin Malia Waincroft kaputt. Später wird sein Fall neu aufgerollt und seine Unschuld bestätigt. Im Laufe der Zeit finden Malia und Chin wieder zusammen und heiraten. Im Staffelfinale der zweiten Staffel wird sie von Delanos Leuten angeschossen, woraufhin sie Anfang der dritten Staffel stirbt. Später lernt er die Gefängniskrankenschwester Leylani kennen, mit der er eine Beziehung beginnt. In der vierten Staffel erfährt man, dass sein Vater vor 15 Jahren von seinem Schwager Gabriel ermordet wurde. Des Weiteren hat er zwei Onkel: zum einen verbessert sich sein Verhältnis erst wieder, nachdem dessen Frau verstorben ist; der andere lebt im Hawaiianischen Regenwald als Schwarzbrenner. In Staffel sechs kommt er mit der aus San Francisco nach Hawaii gekommenen Ermittlerin Abby zusammen. Diese hatte vom FBI den Auftrag, das Five-0 Team unter die Lupe zu nehmen, letztendlich entschied sie sich aber für Five-O und gegen ihren Auftrag. Seine Abstammung beschreibt er als „bunten Mix“. So stammt er unter anderem aus Japan und Korea. In Staffel sieben kämpft er um das Sorgerecht von Sara Diaz, der Tochter von Gabriel Waincroft, welches er auch bekommt. Nach der siebten Staffel zieht er mit seiner Familie nach San Francisco, um dort seine eigene Task Force zu leiten.
Officer Kono Kalakaua
Kono Kalakaua ist eine junge Polizistin, gute Scharfschützin und die Cousine von Chin. In ihrer Jugend war sie professionelle Surferin, was ihr von ihrer Mutter beigebracht wurde. Das professionelle Surfen musste Kono auf Grund einer Knieverletzung aufgeben, jedoch bleibt sie dem Surfen weiterhin als Hobby treu. Ihre Mutter erlitt Jahre später einen Schlaganfall, woraufhin sie zum Pflegefall für Konos Vater wurde. Kono wurde direkt nach der Polizeischule für Five-0 verpflichtet. Da sie später jedoch in kriminelle Machenschaften gerät, wird ihr offiziell gekündigt. Sie arbeitete jedoch während der gesamten Zeit als verdeckte Ermittlerin. Später kehrt sie wieder zum Five-0-Team zurück. Sie beginnt eine zunächst geheim gehaltene Beziehung mit Adam Noshimuri, der zur Yakuza gehört. Im Staffelfinale der zweiten Staffel wird sie von Frank Delanos Männern entführt und ins offene Meer geworfen, kann jedoch von Adam gerettet werden. Zum Ende der dritten Staffel, als Adam von den Yakuza gejagt wird, flieht sie mit ihm und Steves Mutter Doris nach Japan. Ende der fünften Staffel heiraten sie und Adam, werden aber am Anfang der sechsten Staffel von Gabriel gefangen gehalten und gefoltert. Nach der siebten Staffel geht sie aufs Festland, um dort weitreichende Ermittlungen gegen Menschenhandelsringe zu führen.
Dr. Max Bergman
Dr. Max Bergman ist ein teilweise soziopathischer Gerichtsmediziner (Chief Medical Examiner) auf Hawaii und arbeitet eng mit Five-0 zusammen. Er ist ein großer Science-Fiction-Fan, schreibt Tagebuch, spielt Klavier und verkleidet sich jedes Jahr an Halloween als eine Filmrolle von Keanu Reeves. Als Baby wurde er von seiner leiblichen Mutter an eine Kirche abgegeben und später adoptiert. Später wurde sie vom „Müllmann“ umgebracht, woraufhin Max Five-0 hilft, ihren Mörder zu stellen. Außerdem verkauft er in der zweiten Staffel seine Deep-Space-Nine-Actionfiguren und Teile seiner prähistorischen Fossiliensammlung, um sich von dem Geld einen gelben Chevy Camaro, wie Danny einen hat, anzulegen. In Staffel drei lernt er während eines Banküberfalles Sabrina kennen, die er später heiratet. Nachdem er bereits Anfang der siebten Staffel drei Monate für Ärzte ohne Grenzen in Afrika im Einsatz war, entscheidet er sich später, Hawaii für diesen Job zu verlassen. In der zehnten Staffel kehrt Bergmann nach Oahu zurück, um an Halloween seine alten Freunde zu besuchen. Dabei stellt er auch seinen in Afrika adoptierten Sohn Tunde vor.
Special Agent Lori Weston
Special Agent Lori Weston ist eine Profilerin aus Quantico, wo sie ihre Ausbildung zur FBI-Agentin absolvierte und später für die Homeland Security arbeitete. Sie wurde von Gouverneur Denning beauftragt, dem Team beizutreten. Später musste sie sich zwischen Five-0 und dem Staat Hawaii entscheiden, woraufhin sie beides wählte und später wieder aufs Festland zog.
Lieutenant Catherine „Cath“ Rollins
Lieutenant Catherine Rollins ist Navy-Offizierin, arbeitet auf der USS Enterprise und hat zu Beginn eine Beziehung mit Steve. In den ersten beiden Staffel wird sie von ihm hauptsächlich dazu benutzt, mithilfe von Militärtechnologie, so z. B. Satelliten, beim Lösen von Kriminalfällen zu helfen. Zu Beginn der dritten Staffel unterstützt sie Steve, seine erneut untergetauchte Mutter wieder ausfindig zu machen. In der Folge „Mangosta“ steht sie Doris McGarrett zur Seite, die von einem Auftragsmörder aus ihrer Vergangenheit verfolgt wird. Sie verspricht, diese Geschichte vor Steve geheim zu halten. Zu Beginn der vierten Staffel verlässt sie die Navy, als ihr ehemaliger Kamerad und frühere Navy-SEAL William „Billy“ Harrington (gespielt von Justin Bruening) ihr einen Job in seiner privaten Sicherheitsfirma anbietet. Nachdem er während einer Observation tödlich verwundet wird, tritt sie offiziell Five-0 bei. Am Ende der vierten Staffel geht sie nach Afghanistan, um einem alten Freund zu helfen. Sie beschließt dort zu bleiben, um gegen den Terror zu kämpfen. Ende der fünften Staffel kommt sie wieder nach Hawaii. Als Steve beschließt, ihr einen Antrag zu machen, redet Danny mit ihr und versucht, sie ohne Erfolg zum Bleiben zu überreden. Durch ein Telefongespräch am Ende einer Folge in Staffel sechs bekommt man mit, dass sie beim Geheimdienst angeheuert hat, da sie mit Lieutenant angeredet wird und man fragt, ob ihre Tarnung aufgeflogen ist. Später kehrt sie einige Male nach Hawaii zurück, um zusammen mit der Five-0-Task-Force Fälle der CIA zu lösen.
Captain Louis Purnell „Lou“ Grover
Lou Grover hatte am Beginn der vierten Staffel eine Hassliebe zu Steve McGarrett. Er wird von Gouverneur Denning dazu gezwungen, mit McGarrett zusammenzuarbeiten. Aufgrund eines Schutzprogrammes für Polizisten musste er mit seiner Familie, bestehend aus seiner Frau Renee, seiner Tochter Samantha und seinem Sohn Will, von Chicago nach Hawaii ziehen, da er in seiner Heimat verdeckt gegen ein Drogenkartell ermittelte. In Chicago erlangte er ebenso durch den Fall eines ermordeten Jungen Bekanntheit, für dessen Tod ihn die Medien verantwortlich machten. Lou selbst, von Schuldgefühlen geplagt, stand sogar kurz davor, sein Leben zu beenden. Am Ende der vierten Staffel wird seine Tochter entführt. Mit Steves Hilfe kann Grover sie retten und wird Teil von Five-0. Als in Staffel fünf sein ehemaliger Kollege Clay seine Frau bei einem Besuch auf Hawaii umbringt, ist Lou einer der einzigen, der an Clays Schuld festhält. Um diese zu beweisen, reist er in den Staffeln sechs und sieben mehrmals nach Chicago, um unter anderem bei Gerichtsprozessen gegen seinen ehemaligen Kollegen auszusagen. Letztendlich gelingt es Lou erst in Staffel acht, Clay endgültig zu überführen, wobei ihm der ganze Fall sein Ansehen in Chicago gekostet hat. Zu seinem Hobbys zählen neben dem Grillen auch Golf, obwohl er in seiner Jugend Football gespielt und geboxt hat, dabei sogar zwanzig Kämpfe infolge ungeschlagen war. Zwischen ihm und seinem Bruder Percy Lee Grover Jr. besteht eine brüderliche Rivalität, auch um Renee, obwohl Percy ihn immer verteidigte, wenn Lou in der Schule gemobbt wurde. Seine Mutter Ella ist wie ein Familienoberhaupt, während sein Vater Percy Grover Sr. eher zurückhaltend ist.
Jerry Ortega
Jerry Ortega ist ehemaliger Mitschüler von Chin, der vor allem für seine Verschwörungstheorien und Geschichtskenntnisse bekannt ist. Nach den Terroranschlägen am 11. September 2001 wollte er zur Armee gehen, entsprach dafür aber nicht den Anforderungen. Immer wieder wird er von Five-0 gebeten, ihnen bei ihren Fällen zu helfen, bis er in Staffel fünf zum „Spezialberater“ (Special Consultant) der Task Force ernannt wird. Zu diesem Zeitpunkt wohnt er noch bei seiner Mutter, zieht später jedoch für eine längere Zeit bei Chin ein. In der siebten Staffel bekommt er seine lang ersehnte Marke, die er fortan ständig um den Hals trägt, und ist damit ein offizielles Mitglied von Five-0. Er hat eine Schwester namens Isabel, die er scherzhaft „Bröckchen“ nennt, da sie bei der Geburt so schwer war.
Officer Tani Rey
Tani Rey war die beste Schülerin auf der Polizeischule. Doch zwei Tage vor der Abschlussprüfung starb ihr Vater, woraufhin sie emotional angeschlagen ihren Ausbilder Captain Keo schlug und im Anschluss die Akademie verlassen musste. Nachdem sie eine Zeit lang als Rettungsschwimmerin arbeitete und zeitgleich mit dem kriminellen Damien Batiste zusammenkam, wird sie Anfang der achten Staffel von McGarrett für das Team rekrutiert. Zu ihrem Bruder Koa hat sie ein schwieriges Verhältnis, da dieser immer wieder gegen das Gesetz verstößt. Nachdem er jedoch den Drogen abschwor, einen Entzug durchmachte und letztendlich auch anderen Süchtigen half, wurde das Verhältnis zwischen den beiden immer besser. Kurz vor dem Tod ihres Vaters hat sie diesem nämlich versprochen, sich um Koa zu kümmern.
Officer Junior Reigns
Junior Reigns ist ein ehemaliger Navy SEAL, der McGarrett darum bittet, ihm einen Job bei Five-0 zu geben. Dieser willigt unter der Bedingung ein, dass Reigns zuerst die Polizeischule absolviert und ein Polizist wird, was er dann auch macht. Vor seiner Zeit als Navy SEAL war er mit der Einheimischen Layla zusammen. Sein Plan war es, für ein Jahr in den Irak zu gehen, im Anschluss ein Stipendium zu erhalten und schließlich Layla zu heiraten. Doch als er eine Anfrage zur Verlängerung des Militärdienstes der Navy bekam, sagte er zu. Zeitgleich kam Layla mit dem Einheimischen Tory zusammen und trennte sich von Junior per Brief. Dieser wollte nicht um sie kämpfen, da Layla ein Kind von ihrem neuen Freund erwartete. Als Junior später ein festes Mitglied von Five-0 ist, erschießt er bei einem Fall den in kriminelle Machenschaften verwickelten Tory, als dieser seine Waffe gegen ihn richtet. In der achten Staffel wohnt Junior bei Steve, da er zu seinen Eltern, insbesondere zu seinem Vater Natano, kein gutes Verhältnis hat. Dieser wollte nicht, dass Junior zur Armee geht, woraufhin die Beziehung zerbrach. Außerdem konnte Natano nie den Tod von Juniors Schwester Maya verkraften, die bei einem Autounfall, aus dem Juniors Vater eine Beinprothese davontrug, ums Leben kam. Beide können sich im späteren Verlauf der achten Staffel wieder annähern, nachdem Natano seine Alkoholprobleme überwinden konnte und Junior ihm dabei half, seine Trauer zu kontrollieren. Doch als Junior dem Mann, der für den Autounfall von Maya verantwortlich war, vor Gericht vergibt, erkennt Natano Junior nicht mehr als seinen Sohn an. Juniors Cousin ist ein Marine.
Adam Noshimuri
Adam Noshimuri ist der Sohn des verstorbenen Yakuza-Bosses Hiro Noshimuri und versucht nach dessen Tod, die Geschäfte zu legalisieren. Im Laufe der Zeit kommt er mit Kono zusammen und heiratet diese Ende der fünften Staffel. Nachdem es in Staffel drei zum Konflikt mit seinem Bruder Michael kommt und er diesen im Eifer des Gefechts tötet, flüchtet er zusammen mit Kono nach Asien. Dort können sich die beiden eine Weile mit Doris’ Hilfe vor Michaels Anhängern verstecken. Daraufhin lässt er Kono zurück, da er meint, dass es zu gefährlich für sie sei. Nachdem Kono die Anhänger von Michael ausschaltet und Adam in Kanada findet, kehren beide nach Oahu zurück. Neben seiner Tätigkeit als Informant für Five-0 versucht er weiterhin, sich ein eigenes Standbein aufzubauen, doch als es zum Konflikt mit Geschäftspartnern seines Vaters kommt, erschießt er zwei Menschen. Aus diesem Grund muss er für 18 Monate in Haft. Als Kono zum Ende der siebten Staffel aufs Festland geht, folgt er ihr zunächst, kehrt dann jedoch auf die Insel zurück. Dort leitet er fortan die „Spezialabteilung für organisiertes Verbrechen der Five-0 Task Force“ (Five-0 Task Force Special Division of Organized Crime). Nachdem allerdings seine Kollegin Jessie Nomura durch seine Halbschwester Noriko erschossen und schließlich auch letztere ermordet wird, verlässt er die Task-Force und kehrt vorerst aufs Festland zu Kono zurück. Später findet Tani eine Waffe in seinem Haus, mit deren Modell Noriko umgebracht wurde, wodurch er zum Hauptverdächtigen im Mordfall wird. Später kann er jedoch den wahren Täter überführen. Im Laufe der neunten Staffel wird bekannt, dass Kono die Beziehung mit Adam beendet hat, da sie nur noch Augen für ihren Job hat. Kurz nachdem er nach Hawaii zurückgekehrt ist, bietet ihm Danny einen festen Platz im Five-0-Team an, den er annimmt. Er spricht japanisch und lernt auch die Gebärdensprache.
Kamekona Tupuola
Kamekona ist ein ehemaliger Krimineller, der als Informant für Five-0 tätig ist. Hauptberuflich betreibt er einen Shave-Ice-Stand sowie einen Shrimp-Truck zusammen mit seinem Cousin Flippa und bietet zusätzlich Hubschrauberrundflüge an. Im Laufe der Zeit entwickelt er eine familiäre Beziehung zur Five-0 Task Force. So wird er in der achten Staffel zum stillen Teilhaber von Steves und Dannys Restaurant und kauft dieses später schließlich auf. Sein Bruder Kanoa geriet wie er früh auf die schiefe Bahn. Da sie aus ärmeren Verhältnissen stammen, musste Kamekona schon früh als Straßenverkäufer arbeiten, anstatt zur Schule zu gehen. Dabei geriet er an die falschen Leute und wurde so kriminell, verkaufte Drogen und musste schließlich ins Gefängnis. Da er jedoch zum Informanten für Chin wurde und dabei half, seine Komplizen zu überführen, wurde seine Haftstrafe drastisch verkürzt.
Sergeant Duke Lukela
Duke Lukela ist ein guter Vertrauter von Five-0 beim HPD (Honolulu Police Department), der oft zur Unterstützung herbeigerufen wird. Er kannte die Väter von Chin und Steve, ebenfalls beide Polizisten, noch persönlich und war dadurch einer der ersten, die Five-0 vollkommen vertrauten. Er hat zusammen mit seiner Ehefrau Nalani eine Tochter namens Carrie und eine Enkelin namens Akela.
Dr. Noelani Cunha
Noelani Cunha ist eine Gerichtsmedizinerin und Nachfolgerin von Max. Bis dieser die Insel verließ, war sie als seine Assistentin tätig. Obwohl sie ihr ganzes Leben lang Chirurgin werden wollte, brach sie ihre chirurgische Facharztausbildung kurz vor dem Abschluss ab und studierte stattdessen an der Oʻahu State University, woraufhin sie schließlich Gerichtsmedizinerin wurde. Ihren Eltern gefiel dieser Schritt hingegen wenig, weshalb sie ein angespanntes Verhältnis zu ihnen hat. Sie hat Flugangst.

### Wichtige Nebenfiguren
Wo Fat
Wo Fat ist ein Verbrecher und entwickelt sich mit der Zeit zum Erzfeind von McGarrett und Five-0. Er kontrolliert in Staffel eins die Yakuza auf Hawaii und initiiert die Ermordung von John McGarrett durch Victor Hesse. Als Hesse sich später gegen ihn wendet, tötet er ihn im Gefängnis. Da er ebenfalls einen großen Hass auf Steve hegt, hängt er ihm den Mord an der Gouverneurin am Ende der ersten Staffel an. Auch die CIA Agentin Jenna Kaye kommt durch ihn ums Leben, da diese mit ihm ein Tauschgeschäft vereinbart hat, wonach Kaye ihm McGarrett liefert und er dafür ihren Verlobten Josh freilässt. Als Jenna erfährt, dass ihr Verlobter tot ist und sie wieder loyal zu McGarrett wird, bringt Wo Fat sie um. Am Ende der zweiten Staffel wird er von Steve in Japan gefangen genommen und nach Hawaii überstellt. Allerdings kann er schon am Anfang der dritten Staffel mit Hilfe von Frank Delano fliehen, der mit ihm ein gemeinsames Geschäft machen möchte. Wo Fat hingegen fährt zu McGarretts Haus, da er erfahren hat, dass dessen Mutter Doris wieder auf der Insel ist. Als er ihr gegenüber steht, scheint es zu einem Schusswechsel zu kommen und Wo Fat kann erneut fliehen. Später wird enthüllt, dass Doris vor über 30 Jahren seine Mutter getötet hat und ihn daraufhin großzog, um diese Schuld zu begleichen. Als er in Staffel drei wieder gefasst wird und in Staffel vier ein erneutes mal ausbricht, möchte er über Steve an den Aufenthaltsort seines Vaters, ebenfalls ein Terrorist, gelangen, der das eigentliche Ziel von Doris vor über 30 Jahren war. Aus diesem Grund entführt er Steve, foltert ihn und erzählt ihm die Wahrheit über Doris. Als es zu einem finalen Kampf kommt, gelingt es McGarrett, Wo Fat Anfang der fünften Staffel zu töten.
Doris McGarrett
Doris McGarrett ist die Mutter von Steve und Mary. Als sie vor über 30 Jahren bei der CIA war, erhielt sie den Auftrag, den Vater von Wo Fat zu töten. Bei dieser Operation starb allerdings die Mutter von Wo Fat. Daraufhin täuschte sie ihren Tod vor, um sich so um das kleine Kind, Wo Fat, kümmern zu können. Dies fanden ihre Vorgesetzten jedoch heraus, weshalb sie fortan untertauchen musste. Als Steve sie dann Anfang der dritten Staffel nach Hawaii zurückholt und Wo Fat bei ihr auftaucht, feuert sie drei Schüsse in den Boden. Außerdem wird sie von „Mangosta“ verfolgt, der sie einst töten wollte. Zusammen mit Catherine überführt sie ihn. Als ihr dadurch vor Augen geführt wurde, dass sie immer noch ein hochrangiges Ziel ist, entschließt sie sich Ende der dritten Staffel dazu, mit Kono und Adam nach Asien zu gehen und dort unterzutauchen. Später erfährt Steve, dass Wo Fat einige Male von Doris im Gefängnis besucht wurde. In Staffel sieben entschließt sie sich dann dazu, Wo Fats Vater aus einem CIA-Gefängnis in Marokko zu befreien. Als sie dabei gefangen genommen wird, müssen Steve und der Rest von Five-0 ihr zu Hilfe kommen und können sie und Wo Fats Vater befreien.
Gabriel Waincroft
Gabriel Waincroft ist der Bruder von Chins verstorbener Frau Malia. Als er noch jung war, musste er als Aufnahmeritual in eine Bande einen Laden überfallen, wobei er Chins Vater tötete. Chin verdächtigte ihn zwar, hielt sich aber aufgrund von Malia zurück. Später ging Gabriel nach Mexiko, wo er sich zu einem großen Kartellboss entwickelte. Als er in Staffel vier nach Hawaii zurückkehrt, überführt ihn Chin des Mordes und er muss in Haft. Anfang der fünften Staffel leiht er Chin 5,5 Millionen Dollar, damit Danny seinen Bruder freikaufen kann. Später wird Gabriel von Rex Coughlin von der Dienstaufsicht aus der Haft geholt, damit Coughlin mit Gabriels Aussage Chin der Korruption überführen kann. Dabei tötet Gabriel Coughlin jedoch und flieht anschließend. Danach möchte er seine illegalen Geschäfte auf Hawaii weiterführen und zwingt Adam dazu, ihm das Geld zu geben, welches eigentlich für Goro Shioma bestimmt war. Nachdem er dann Adams Schulden bei Goro Shioma bezahlt, und sich somit mit der Yakuza anfreundet, möchte er die führenden Bosse der Triaden, der Yakuza und der Samoaner töten. Aber es gelingt ihm, Shioma zu beseitigen. Aus diesem Grund möchte nun Michelle Shioma, Goros Tochter, ihren Vater rächen und spürt Gabriel auf. Dieser wird von einer Drogensüchtigen in seinem Versteck angeschossen und von Shiomas Leuten verfolgt. Five-0 beschützt Gabriel daraufhin und bringt ihn in ein Krankenhaus, wo er allerdings wenig später verstirbt. Vor seinem Tod hatte er Chin noch gebeten, sich um seine Tochter Sara Diaz, die noch aus seiner Zeit in Mexiko stammt, zu kümmern.
Joe White
Joe White ist ein ehemaliger Ausbilder der Navy Seals und von Steve. Er kommt Anfang der zweiten Staffel als Pensionist nach Hawaii und bewirbt sich für eine Stelle in Pearl Harbor. Immer wieder unterstützt er Five-0 bei ihren Einsätzen. Da Steve zu diesem Zeitpunkt herausfindet, dass anscheinend „Shelburne“ den Vater von Wo Fat getötet hat, versucht er herauszufinden, wer „Shelburne“ ist. Joe, der weiß, dass Steves Mutter Doris eigentlich „Shelburne“ ist, lügt Steve diesbezüglich immer wieder an. Nachdem Wo Fat Ende der zweiten Staffel gefasst wird, entscheidet sich Joe dazu, Steve endlich zu „Shelburne“ zu bringen. Als Joe aus dem Militärdienst entlassen wird, geht er nach der dritten Staffel aufs Festland, um sich in Montana zur Ruhe zu setzen. In Staffel fünf kehrt er als Mitarbeiter einer privaten Sicherheitsfirma kurz nach Hawaii zurück. Später hilft er Five-0 noch einmal, als Danny nach Kolumbien ausgeliefert wird. Nach diesen Geschehnissen taucht er einige Jahre zum Schutz in Afrika unter. In Nairobi lernt er die Kinderärztin Sarah kennen, mit der er eine Beziehung eingeht. Als er später gefangen genommen wird, befreit ihn das Five-0-Team. Ein Jahr später hilft er mit, als Jagd auf ein Seal-Team aus Marokko gemacht wird. Bei der Verteidigung von Steve, der für ihn wie ein Sohn ist, stirbt Joe schlussendlich. Sein letzter Wille war es, dass seine Asche in der Halong-Bucht, wo er zu Zeiten des Vietnamkrieges diente, verstreut wird, was sein Weggefährte Frank Bama übernimmt.
Jenna Kaye
Jenna Kaye ist eine ehemalige CIA-Analystin. Nachdem Wo Fat ihren Verlobten Josh gefangen genommen hat, lässt sie sich beurlauben und kommt noch Oahu. Dort möchte sie über Five-0 an Informationen über Wo Fat gelangen, um ihren Verlobten zu retten. Aus diesem Grund wird sie für kurze Zeit Teil des Teams. Als sie dann jedoch vermeintlich in Erfahrung bringt, dass Josh noch lebt, kehrt sie anscheinend aufs Festland zurück. Später überzeugt sie Steve davon, sie nach Nordkorea zu begleiten, wo Rebellen ihren Verlobten gefangen genommen haben sollen. Five-0 findet währenddessen heraus, dass das ganze nur ein Schwindel ist und sie Steve eigentlich an Wo Fat ausliefern soll. Als sie dies auch tut und Steve gefangen genommen wird, erfährt sie jedoch, dass Josh schon lange tot ist. Daraufhin möchte sie Steve helfen zu fliehen, wobei sie jedoch von Wo Fat erschossen wird.
Gouverneurin Patricia „Pat“ Jameson
Patricia „Pat“ Jameson ist die amtierende Gouverneurin von Hawaii in Staffel eins. Sie rekrutiert Steve McGarrett, damit dieser eine Task Force mit voller Immunität auf Oahu leiten kann. Es kommt heraus, dass sie enge Beziehungen zu Hiro Noshimuri, dem Yakuza-Boss von Hawaii, unterhält. Als Steve dann ein Werkzeugkoffer seines Vaters, in dem Beweise von Ermittlungen gegen die Yakuza sind, gestohlen wird, kommt Jameson in dessen Besitz, wohl um die Yakuza zu decken. Laura Hills, ihre Assistentin, findet dies jedoch heraus und schickt Steve Stück für Stück die Beweise aus dem Werkzeugkoffer. Als Jameson das herausfindet, beauftragt sie Wo Fat, Hills zu beseitigen. Als sie später von Steve mit diesen Vorwürfen konfrontiert wird, gibt sie alles zu. Dabei setzt jedoch Wo Fat McGarrett außer Gefecht, tötet die Gouverneurin und hängt Steve somit den Mord an.
Inspector Abby Dunn
Abby Dunn ist eine verdeckte Ermittlerin, die von Robert Coughlin, dem Bruder von Rex Coughlin, bei Five-0 unter dem Vorwand eingeschleust wird, sie wolle Erfahrungen für ihre eigene Task Force in San Francisco sammeln. Das eigentliche Ziel ist es jedoch, dass sie Informationen über Verstöße von Five-0 sammeln soll, um Five-0 so zu zerschlagen. Als sie einige Zeit mit Five-0 arbeitet, und diese langsam hinter ihr Geheimnis kommen, entscheidet sie sich dafür, gegenüber Five-0 loyal zu sein und ihre Dienstmarke abzugeben. Während dieser Zeit ist sie auch mit Chin zusammengekommen. Sie entscheidet sich dazu, auf Hawaii zu bleiben und beim HPD anzufangen. Als Chin nach der siebten Staffel nach San Francisco geht, um dort seine eigene Task Force zu leiten, folgt sie ihm.
Sang Min
Sang Min ist ein ehemaliger Menschenschmuggler. Nachdem Five-0 ihn in ihrem ersten Fall überführten, wird er mit der Zeit zu einem Informanten und Verbündeten von Five-0. Anfangs half er noch Victor Hesse unterzutauchen, als er dann jedoch zum Ziel von Wo Fat wurde, ändert er seine Meinung. So hilft er zum Beispiel, den korrupten Polizisten Kaleo zu überführen oder Chin, als dieser im Gefängnis um sein Überleben kämpft. Von dieser Zusammenarbeit erhofft er sich auch, seine Familie öfters sehen zu können, die sich wegen seines Gefängnisaufenthaltes von ihm abgewandt hat. In Staffel sechs wird er des Mordes verdächtigt, nachdem ihn Five-0 undercover eingesetzt hatte. Mit der Hilfe von Odell Martin kann jedoch seine Unschuld bewiesen werden.
Rachel Edwards
Rachel Edwards ist die Ex-Frau von Danny, mit dem sie ihre Tochter Grace hat. Ihr Vater verstarb noch, bevor sie und Danny geheiratet hatten. Ihre Mutter Amanda Savage, eine erfolgreiche Schriftstellerin aus England, lehnte eine Hochzeit zwischen den beiden ab, da Danny aus ihrer Sicht nicht gut genug für ihre Tochter sei. Nachdem sich Rachel schließlich von Danny trennte, machte letzterer Savage für die Eheprobleme und die Scheidung verantwortlich. Rachel zog im Anschluss samt Grace zu ihrem neuen Mann Stan nach Hawaii, Danny folgte ihr auf die Insel, um seiner Tochter näher zu sein. Am Ende der ersten Staffel kommt sie noch einmal mit Danny zusammen. Später in Staffel fünf enthüllt Rachel, dass Charlie der Sohn von Danny aus ebendieser Zeit ist. Zuerst hatte sie angenommen, dass Stan der Vater sei, weshalb sie mit ihm noch einmal zusammenkam. Als dieser nach Las Vegas zieht, möchte Rachel ihm folgen und das alleinige Sorgerecht für Grace beantragen, was ihr aber nicht gelingt. In Staffel sieben teilt sie Danny mit, dass sie sich von Stan scheiden lassen wird, da dieser mit der gesamten Situation nicht klar kommt.

## Produktion
Am 12. August 2008 gab CBS bekannt, dass man ein Remake der Serie Hawaii Fünf-Null für die TV-Saison 2009/2010 produzieren wolle. Ed Bernero, der Executive Producer und Showrunner von Criminal Minds, wurde für die Produktion ausgesucht und beschrieb die Serie als Hawaii Five-O, Version 2.0. Diese Version wurde nicht übernommen.
Im Oktober 2009 wurde bekannt, dass Alex Kurtzman und Roberto Orci eine Pilotfolge schreiben werden, Peter M. Lenkov werde der Showrunner. Die Produktion zur Pilotfolge fand von Februar bis April 2010 um Honolulu statt.
Am 17. Mai 2010 wurde Hawaii Five-0 als Serie bestellt. Die Produktion zur ersten Staffel wurde im Juni 2010 aufgenommen. Bei der Produktion wurde viel Wert auf Konsistenz mit der ursprünglichen Serie gelegt. Die Figuren haben dieselben Namen und Ethnizitäten wie in der Originalserie. Kono, ursprünglich ein Polizist, wurde allerdings zu einer weiblichen Rolle umgeschrieben. Die Serie wird wie das Original vor Ort in Hawaii gedreht.
Am 21. Oktober 2010 bestellte CBS eine volle Staffel mit 24 Folgen. Am 27. März 2013 gab CBS die Produktion einer vierten Staffel bekannt. Am 13. März 2014 wiederum gab CBS bekannt, dass man der Serie eine fünfte Staffel genehmigt.

### Musik
Hawaii Five-0 nutzt die gleiche Titelmusik von Morton Stevens, die schon in der Originalserie verwendet wurde. Diese wurde von Brian Tyler neu arrangiert. Beide werden im Abspann aufgeführt.

### Casting
Im Februar 2010 wurde bekannt, dass Daniel Dae Kim die Rolle des Chin Ho Kelly, eines Ex-Polizisten, der von Steve McGarretts Vater trainiert wurde, spielt. Ein paar Tage später wurde bekannt, dass Alex O’Loughlin die Rolle des Steve McGarrett übernehmen wird. Die Schauspielerin Grace Park wird die Rolle der Polizistin Kona „Kono“ Kalakaua übernehmen.
Weiter wurden Jean Smart als Gouverneurin Patricia „Pat“ Jameson, Scott Caan als Danny „Danno“ Williams und Masi Oka als Rechtsmediziner Max Bergman besetzt. Oka wurde mit der zweiten Staffel zum Hauptdarsteller befördert. Als neue Hauptdarstellerin für die zweite Staffel wurde Lauren German verpflichtet, deren Figur vom Department of Homeland Security zu Hawaii Five-0 kommt. Ähnliches kam mit der dritten Staffel, als Michelle Borth in die Hauptbesetzung aufgenommen wurde. Auch für die fünfte Staffel wird mit Jorge Garcia als Jerry Ortega ein neuer Hauptdarsteller übernommen, während Michelle Borth nach nun zwei Staffeln als Hauptdarstellerin die Serie verließ, aber für die Staffeln fünf bis neun in einer Nebenrolle zurückkehrte.
Der auf Hawaii geborene Schauspieler Dennis Chun, welcher den Polizisten Sgt. Duke Lukela spielt, ist der Sohn von Kam Fong Chun, der ebenfalls Schauspieler war und in der Originalserie Hawaii Fünf-Null die Rolle des Chin Ho Kelly verkörperte. Von 1974 bis 1975 spielte Dennis Chun schon bei drei Folgen der Originalserie mit, er stellte einen Aufseher dar.
Masi Oka gab Ende 2016 sein Ausscheiden aus der Serie bekannt. Am 30. Juni 2017 wurde bekannt, dass Daniel Dae Kim und Grace Park nicht für die achte Staffel zurückkehren würden. Als Grund wurden gescheiterte Gehaltsverhandlungen genannt. Als neue Hauptdarsteller waren seit der achten Staffel Meaghan Rath und Beulah Koale dabei. Der bisherige Nebendarsteller Ian Anthony Dale wurde ebenfalls in die Hauptbesetzung aufgenommen. Für die zehnte Staffel wurde Katrina Law als weitere Hauptdarstellerin verpflichtet.

### Drehorte
Der Hauptdrehort der Serie ist Oʻahu, wobei man häufig in Waikīkī, teilweise aber auch an der North Shore, wie beispielsweise in Pūpūkea, filmt. Für Außenaufnahmen des Hauptquartiers der „Five-0“-Task-Force, welches unter anderem im Vorspann jeder Folge gezeigt wird, wird der oberste Gerichtshof Aliʻiolani Hale in Honolulu verwendet. Die Innenaufnahmen erfolgen seit 2012 größtenteils im Hawaii Film Studio am Diamond Head. Zuvor waren diese im Honolulu Advertiser Building erfolgt. Das Gebäude, das als Außenkulisse für Steve McGarretts Haus dient, befindet sich im Stadtviertel ʻĀina Haina in East Honolulu. Für Innenaufnahmen wurden die Innenräume im Hawaii Film Studio nachgebaut. Der „Shrimp-Truck“ von Kamekona steht am Strand von Waikīkī und ersetzt an Drehtagen einen lokalen Imbisswagen. Des Weiteren werden häufig Aufnahmen des Gefängnisses Halawa Correctional Facility, des ʻIolani-Palasts, des Hafens Ala Wai Harbor, des Flugplatzes Dillingham Airfield, des Daniel K. Inouye International Airports sowie des Strandresorts Hilton Hawaiian Village verwendet. Die Kualoa Ranch, ein 4000 Hektar großes privates Naturschutzgebiet an der Ostküste Oʻahus, wird für Dschungel-Aufnahmen und Szenen, die nicht auf Hawaii spielen, verwendet. Strandaufnahmen erfolgen hauptsächlich im Ala Moana Regional Park sowie am Waimanalo Beach. Stellvertretend für militärische Schauplätze verwendete man einige Male die Missouri in Pearl Harbor und das National Memorial Cemetery of the Pacific im Punchbowl Crater. Für Verfolgungsjagden auf der Autobahn wird oft die Interstate H-3 genutzt. Im Oktober 2013 wurden einige Szenen, die in Hongkong spielen sollten, in Vancouver gedreht. Im Frühjahr 2019 erfolgten Aufnahmen für eine Folge der zehnten Staffel in Los Angeles. Für andere Handlungsorte wie Prag oder London wurden entsprechende Kulissen auf Oʻahu nachgebaut.

## Besetzung und Synchronisation

### Hauptbesetzung

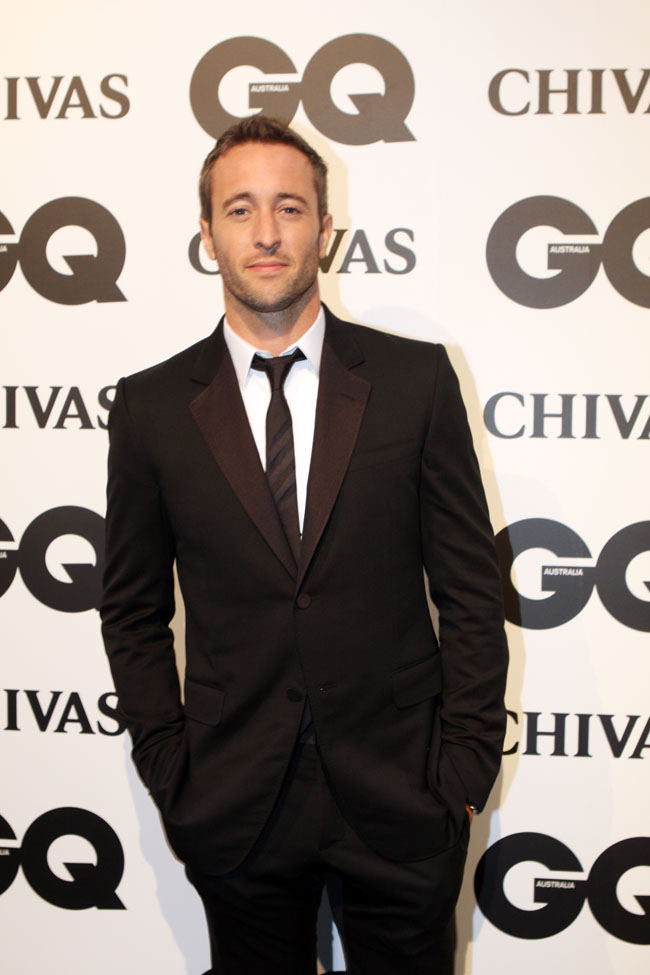
Alex O’Loughlin (2011)
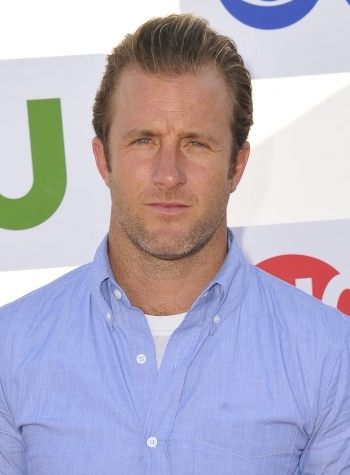
Scott Caan (2016)
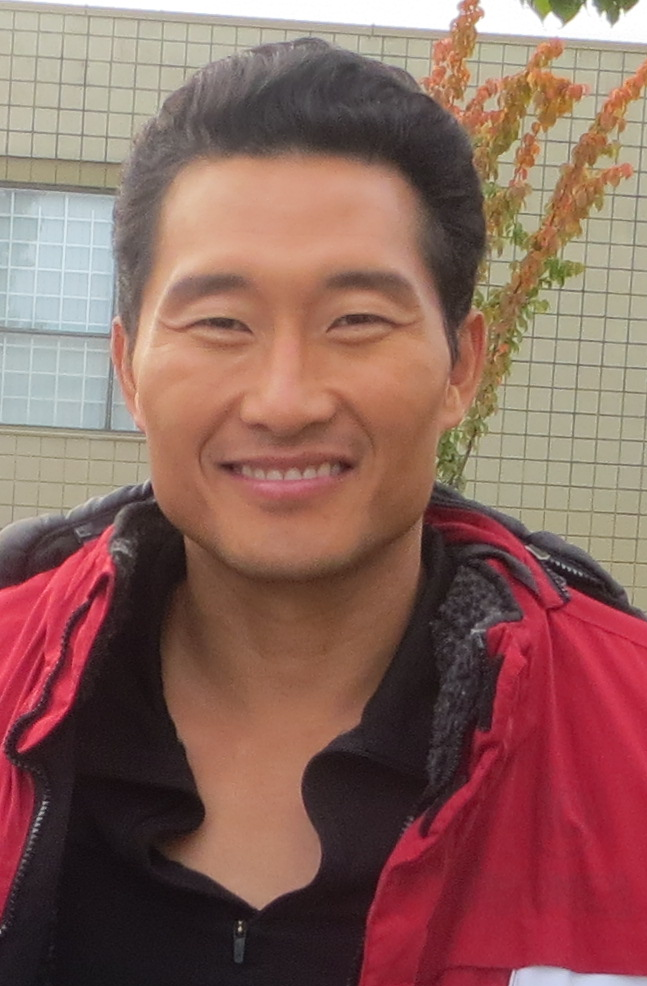
Daniel Dae Kim (2013)
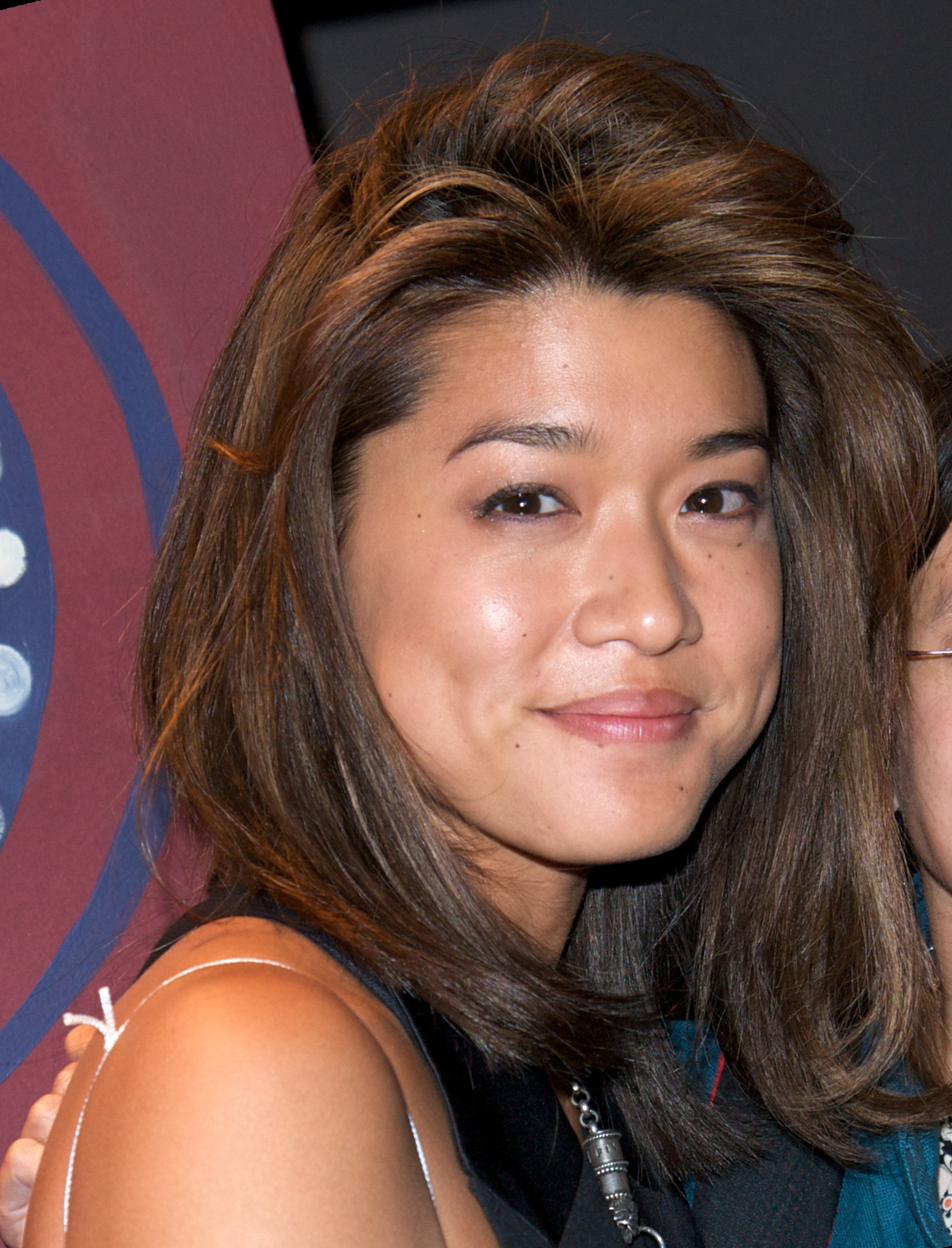
Grace Park (2009)
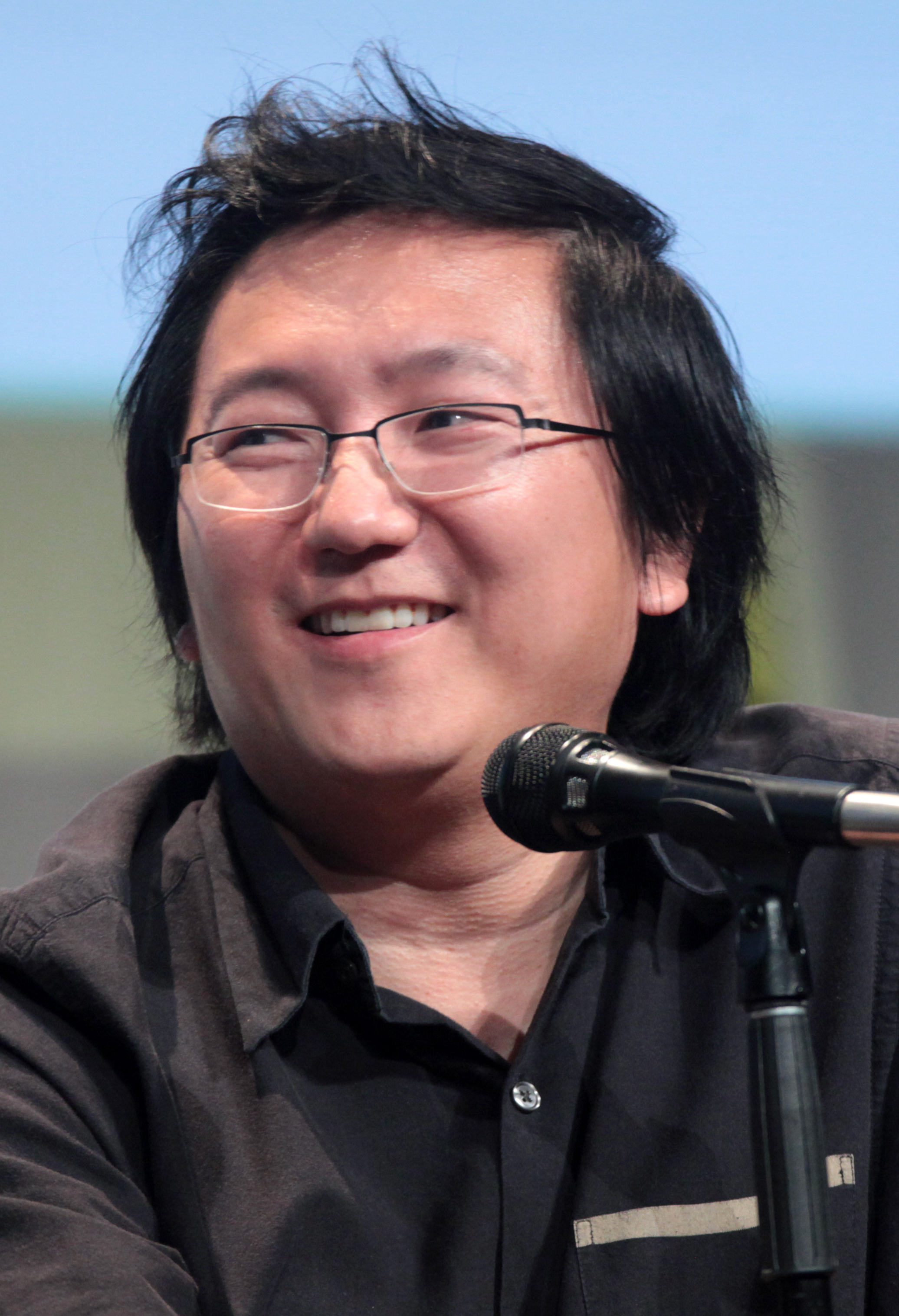
Masi Oka (2015)
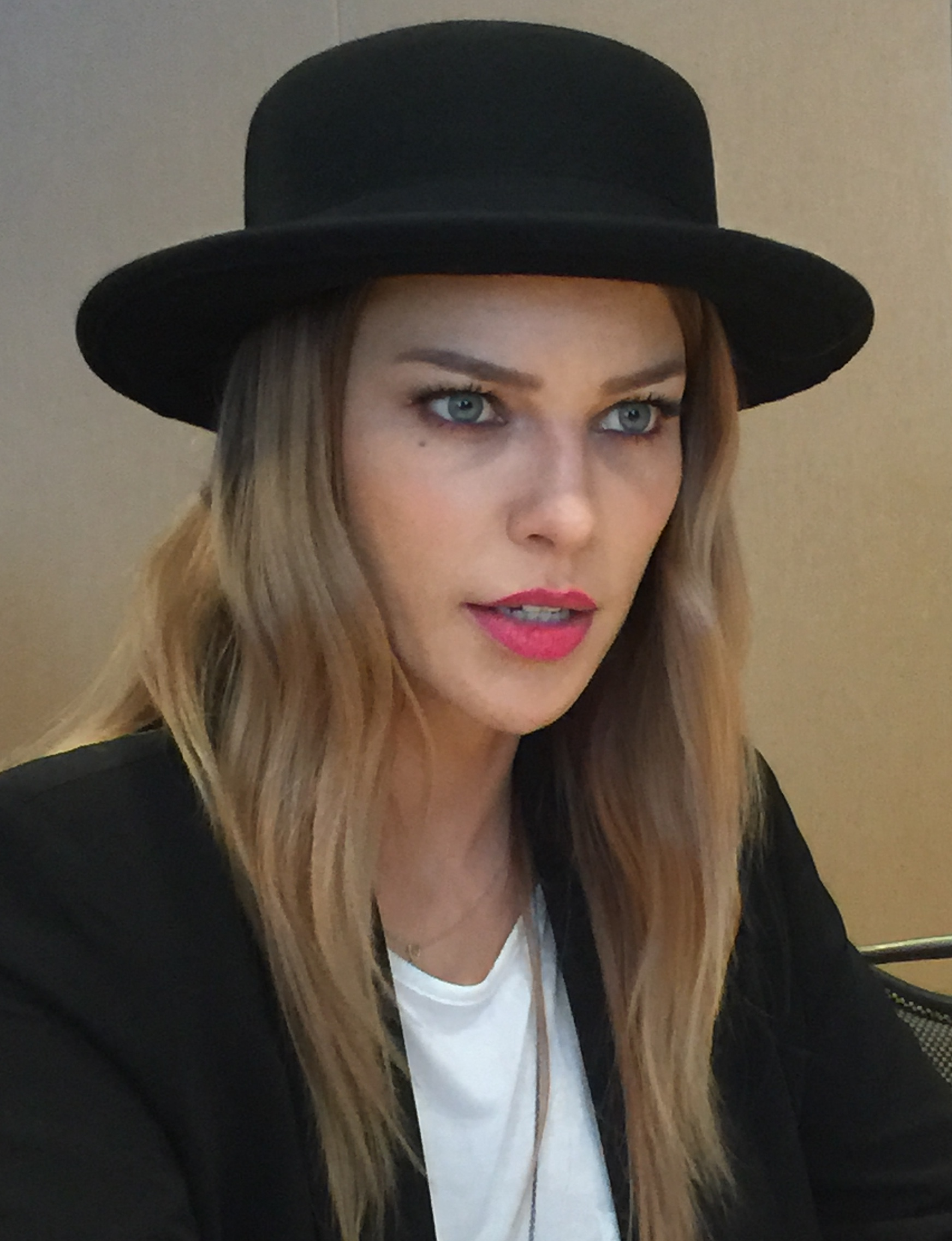
Lauren German (2015)
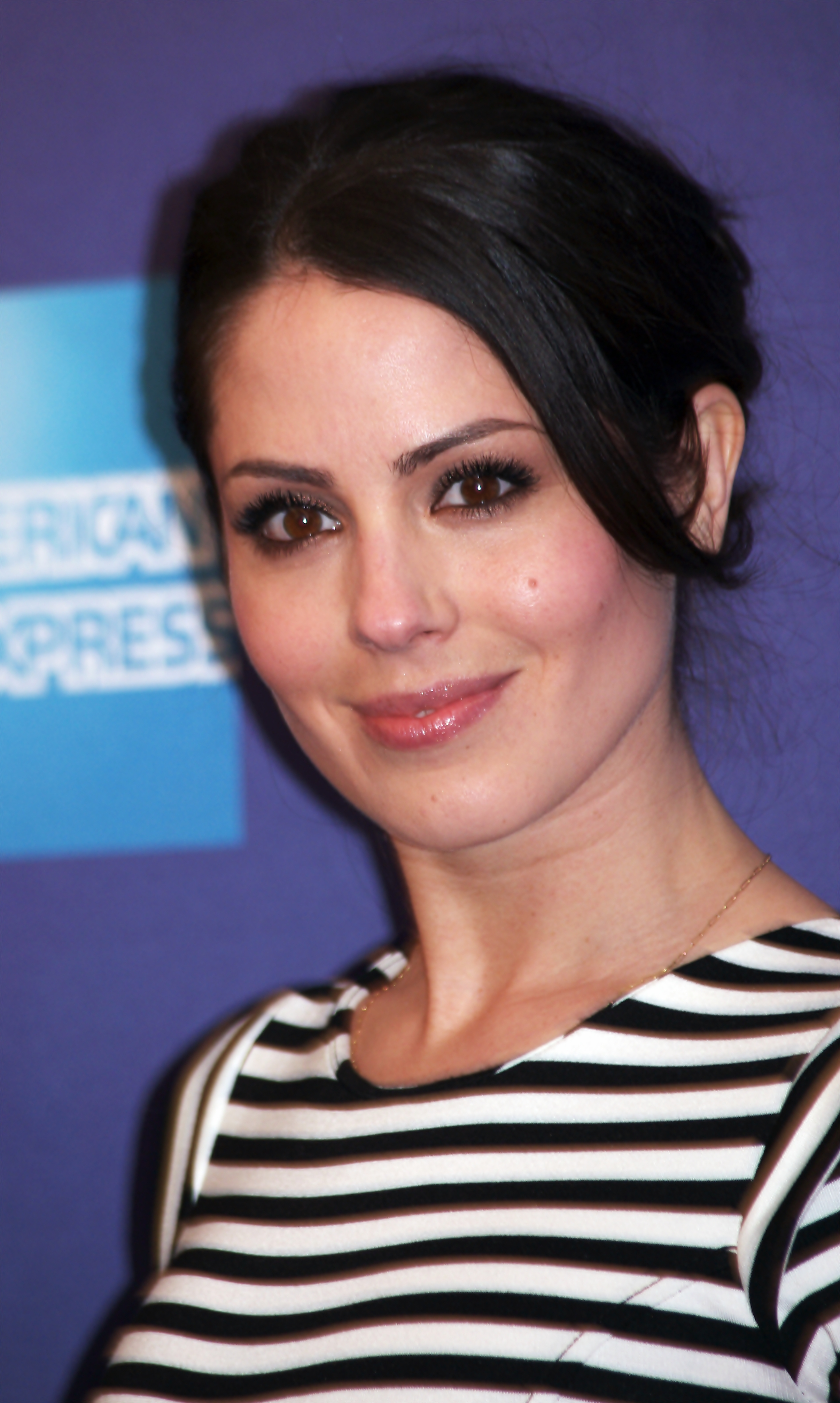
Michelle Borth (2011)
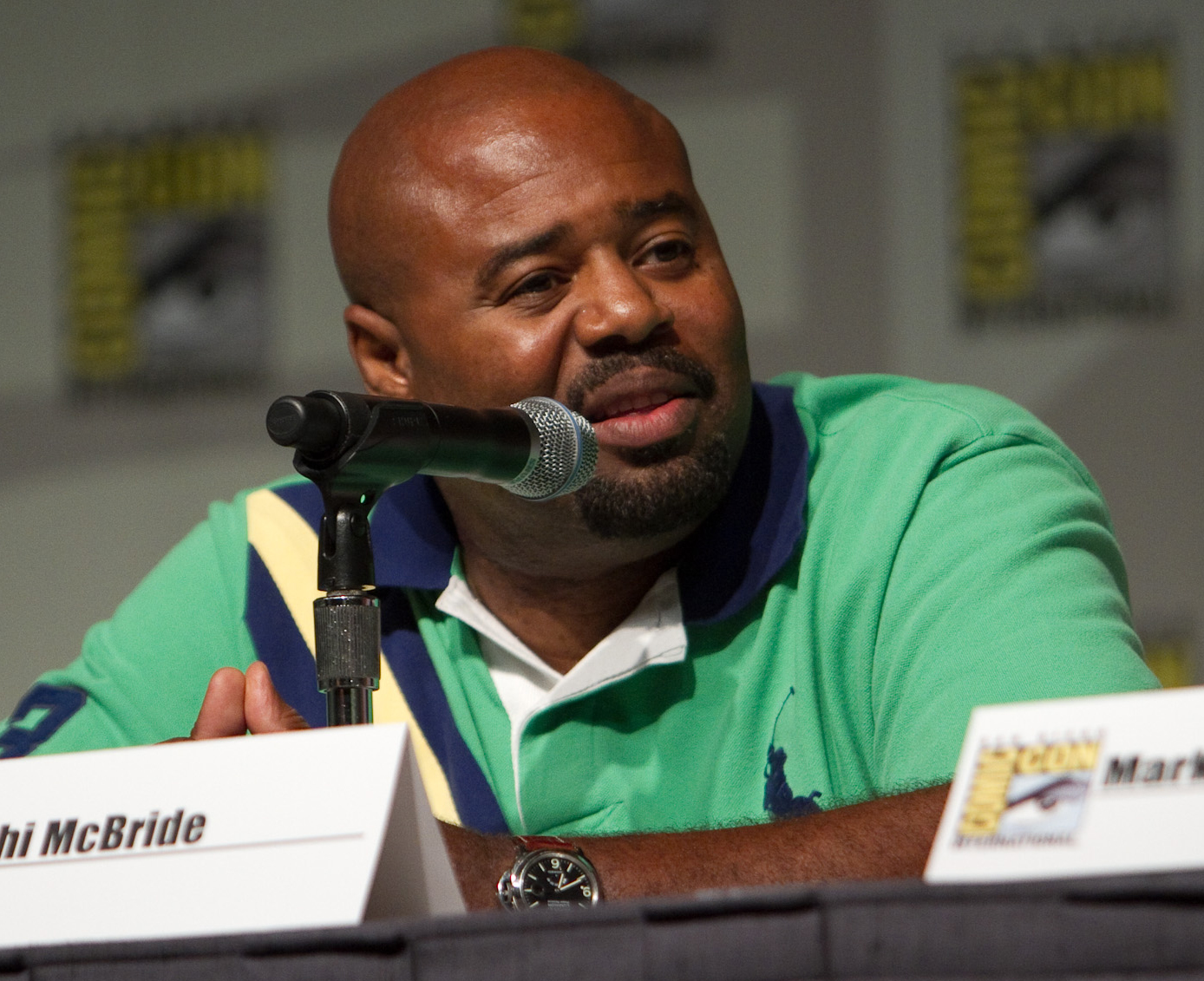
Chi McBride (2010)
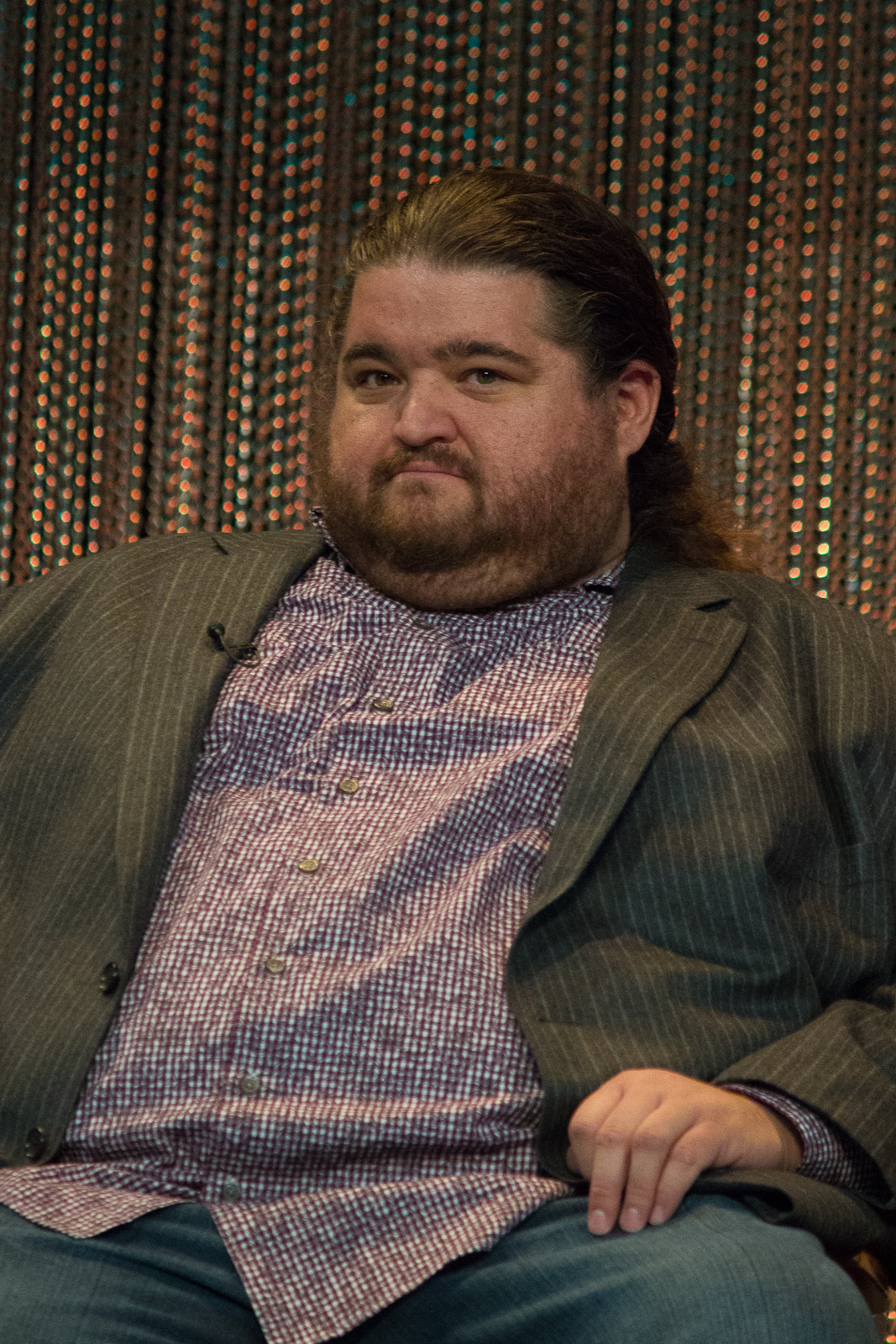
Jorge Garcia (2014)
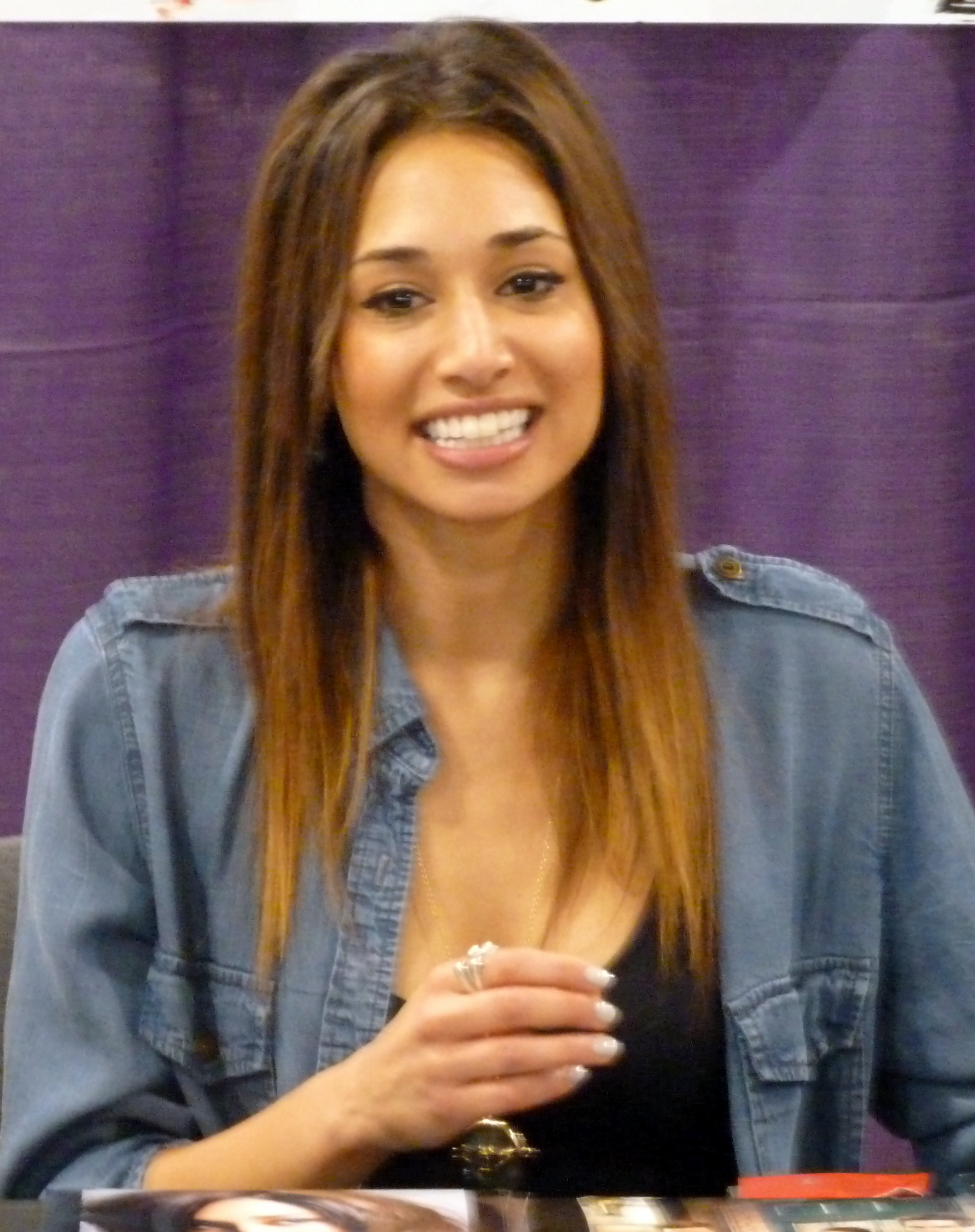
Meaghan Rath (2012)
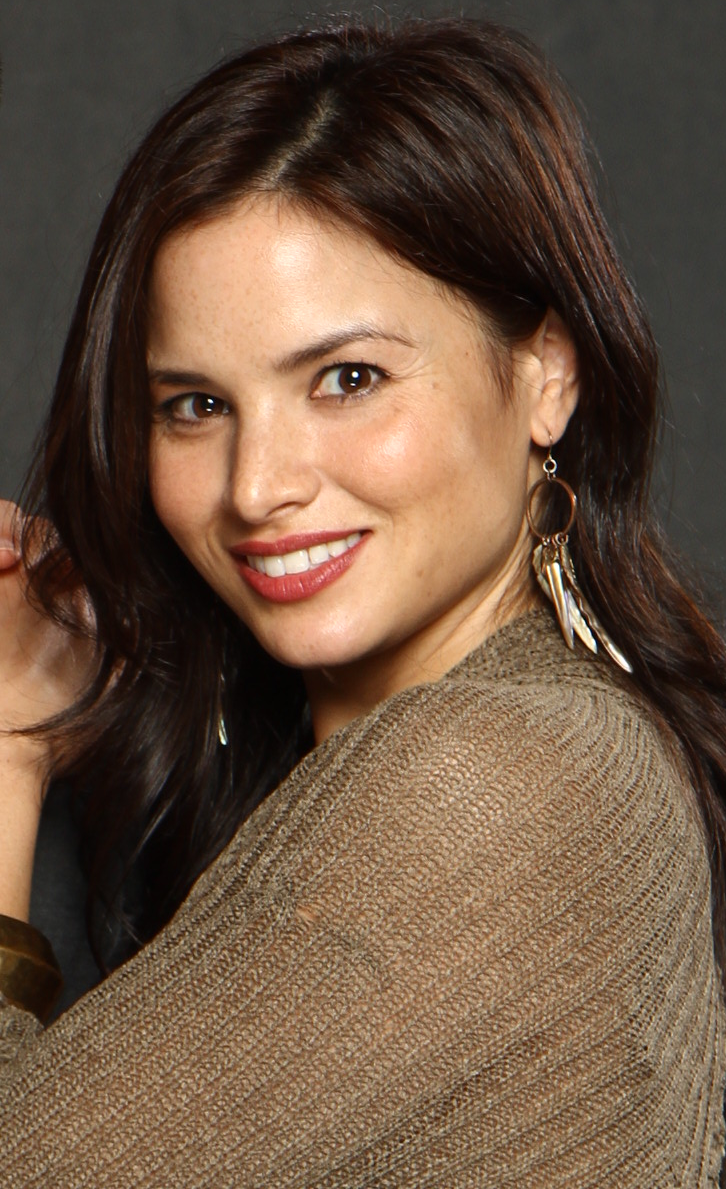
Katrina Law (2014)

Die Serie wird bei der Arena Synchron in Berlin vertont. Die Dialogbücher werden von Eva Schaaf, Sven Hasper, Oliver Schwiegershausen, Ina Luther, Samira Jakobs, Marina Rehm und Marcel Kurzidim verfasst. Die Dialogregie führen Timmo Niesner und Gerrit Schmidt-Foß.
| Rollenname                                         | Schauspieler     | Hauptrolle (Staffeln) | Hauptrolle (Episoden) | Nebenrolle (Staffeln) | Nebenrolle (Episoden)                             | Synchronsprecher                                |
| -------------------------------------------------- | ---------------- | --------------------- | --------------------- | --------------------- | ------------------------------------------------- | ----------------------------------------------- |
| Lt. Commander Steven J. „Steve“ McGarrett          | Alex O’Loughlin  | 1–10                  | 1–240                 | 0                     | 0                                                 | Markus Pfeiffer                                 |
| Detective Sergeant Daniel „Danny“/„Danno“ Williams | Scott Caan       | 1–10                  | 1–240                 | 0                     | 0                                                 | Gerrit Schmidt-Foß                              |
| Detective Lieutenant Chin Ho Kelly                 | Daniel Dae Kim   | 1–7                   | 1–168                 | 0                     | 0                                                 | Viktor Neumann                                  |
| Officer Kona „Kono“ Kalakaua                       | Grace Park       | 1–7                   | 1–168                 | 0                     | 0                                                 | Julia Kaufmann                                  |
| Dr. Max Bergman                                    | Masi Oka         | 2–7                   | 25–156                | 1, 10                 | 5, 11, 14, 19, 223                                | Tobias Müller                                   |
| Special Agent Lori Weston                          | Lauren German    | 2                     | 29–40                 | 2                     | 26–28                                             | Marie Bierstedt                                 |
| Lt. Catherine „Cath“ Rollins                       | Michelle Borth   | 3–4                   | 48–93                 | 1–2, 5–10             | 4–5, 15, 28, 40, 101, 118–121, 150, 188, 204, 240 | Sonja Spuhl                                     |
| Captain Lou Grover                                 | Chi McBride      | 4–10                  | 82–240                | 4                     | 72, 78–80                                         | Tilo Schmitz                                    |
| Jerry Ortega                                       | Jorge Garcia     | 5–10                  | 94–219                | 4                     | 74, 87–89                                         | Gerrit Schmidt-Foß (S4) Daniel Zillmann (ab S5) |
| Officer Tani Rey                                   | Meaghan Rath     | 8–10                  | 169–240               | 0                     | 0                                                 | Mia Diekow                                      |
| Kamekona Tupuola                                   | Taylor Wily      | 8–10                  | 169–240               | 1–7                   | 1–168                                             | Stefan Fredrich                                 |
| Sergeant Duke Lukela                               | Dennis Chun      | 8–10                  | 169–240               | 1–7                   | 12–168                                            | Uwe Jellinek                                    |
| Dr. Noelani Cunha                                  | Kimee Balmilero  | 8–10                  | 169–240               | 7                     | 144–168                                           | Anita Hopt                                      |
| Officer Junior Reigns                              | Beulah Koale     | 8–10                  | 170–240               | 0                     | 0                                                 | Amadeus Strobl                                  |
| Adam Noshimuri                                     | Ian Anthony Dale | 8–10                  | 175–240               | 2–7                   | 35–168                                            | Jaron Löwenberg                                 |
| Sergeant Quinn Liu                                 | Katrina Law      | 10                    | 219–240               |                       |                                                   | Sarah Riedel                                    |

Anmerkungen:
1. ↑  Die Darstellerin wird nicht im Vorspann geführt, gehörte jedoch zu dieser Zeit zum Hauptcast.

### Neben- und Gastbesetzung
Zu den wichtigen Gast- und Nebendarstellern mit Auftritten in mehr als einer Episode zählen (zugehörige Staffeln sind in Klammern angegeben):
| Ab Staffel 1: - Teilor Grubbs als Grace Williams (1–7, 9) - Brian Yang als Dr. Che „Charlie“ Fong (1–5) - Mark Dacascos als Wo Fat (1–5, 9–10) - Will Yun Lee als Sang Min (1–3, 5–7) - Claire van der Boom als Rachel Edwards (1–2, 5, 7–9) - William Sadler als John McGarrett (1–5, 10) - Al Harrington als Mamo Kahike (1–2, 4–7, 9) - Taryn Manning als Mary Ann McGarrett (1–4, 6, 9) - Reiko Aylesworth als Dr. Malia Kelly (1–4) - Kala Alexander als Kawika (1–6) - Larisa Oleynik als CIA Agentin Jenna Kaye (1–2, 5) - Jean Smart als Gouverneurin Patricia „Pat“ Jameson (1) - Martin Starr als Adam „Toast“ Charles (1, 3–4, 6) - Michael Green als Gerard Burns (1, 3–4, 6) - James Marsters als Victor Hesse (1–2, 5, 10) - Masaharu Morimoto als er selbst (1, 5–6) - Jason Scott Lee als Detective Kaleo (1–3) - Kelly Hu als Laura Hills (1) Ab Staffel 2: - Terry O’Quinn als Lt. Cmdr. Joe White (2–5, 8–9) - Richard T. Jones als Gouverneur Sam Denning (2–4) - Autumn Reeser als Dr. Gabrielle „Gabby“ Asano (2–4) - Jimmy Buffett als Frank Bama (2–3, 5, 7–10) - William Baldwin als Frank Delano (2–3) - Tom Sizemore als Captain Vince Fryer (2) - David Keith als Cmdr. Wade Gutches (2–3, 9) | Ab Staffel 3: - Shawn Mokuahi Garnett als Shawn „Flippa“ Tupuola (3–10) - Andrew Lawrence als Eric Russo (3, 6–9) - Shawn Anthony Thomsen als Officer Pua Kai (3–9) - Duane „Dog“ Chapman als er selbst (3–9) - Christine Lahti als Doris McGarrett (3, 7, 10) - Larry Manetti als Nicky „The Kid“ Demarco (3–6) - Justin Bruening als Lt. Cmdr. William „Billy“ Harrington (3–4) - Lindsay Price als Leilani (3–4) - Daniel Henney als Michael Noshimuri (3) Ab Staffel 4: - Christopher Sean als Gabriel Waincroft (4–6) - Paige Hurd als Samantha Grover (4–6, 8) - Lili Simmons als Melissa Amstrong (4–7) - Michelle Hurd als Renee Grover (4–6, 8–10) - Melanie Griffith als Clara Williams (4, 6) - Carol Burnett als Debra „Deb“ McGarrett (4–6) - Xzibit als Jason „JC“ Dekker (4–5) - Nick Jonas als Ian Wright (4) Ab Staffel 5: - Zach Sulzbach als Charlie Williams (5–10) - Kekoa Kekumano als Nahele Huikala (5–9) - Willie Garson als Gerard Hirsch (5–10) - Amanda Setton als Dr. Mindy Shaw (5) - Greg Ellis als Thomas Farrow (5) - Randy Couture als Jason Duclair (5–6, 8) - Michael Imperioli als Odell Martin (5–6, 8) - Anthony Ruivivar als Marco Reyes (5) - Mirrah Foulkes als Ellie Clayton (5) | Ab Staffel 6: - Julie Benz als Inspector Abby Dunn (6–7) - Londyn Silzer als Sara Diaz (6–7) - Chosen Jacobs als Will Grover (6–9) - Michelle Krusiec als Michelle Shioma (6–8) - Ingo Rademacher als Robert Coughlin (6–7) - Sarah Carter als Lynn Downey (6–7) Ab Staffel 7: - Claire Forlani als Alicia Brown (7–8) - Chris Vance als Cmdr. Harry Langford (7–10) - Elisabeth Röhm als Dr. Madison Gray (7) Ab Staffel 8: - Christine Ko als Jessie Nomura (8) - Kunal Sharma als Koa Rey (8–9) - Joey Lawrence als Aaron Wright (8–10) - Dana Lee als Mr. Kimura (8–9) - Gonzalo Menendez als Agent Colin McNeal (8) Ab Staffel 9: - Rochelle Aytes als Agent Greer (9) - Eric Scanlan als Natano Reigns (9–10) - Sonny Saito als Hajime Masuda (9–10) - Brittany Ishibashi als Tamiko Masuda (9–10) Ab Staffel 10: - Fernando Chien als Kenji Higashi (10) |

## Ausstrahlung und Reichweite
Der Pilot wurde eine Woche vor TV-Premiere am 13. September 2010 auf dem Sunset on the Beach (Queen’s Surf Beach) in Waikīkī gezeigt. In den USA startete die erste Staffel der Serie am 20. September 2010 auf CBS. Die Pilotfolge wurde von 14,2 Millionen Menschen in den USA gesehen und erreichte damit ein Rating von 3,9 in der wichtigen Zielgruppe der 18- bis 49-Jährigen. Am 23. Januar 2011 wurde die 15. Folge direkt nach dem AFC Championship Game 2011 ausgestrahlt und erreichte fast 19,5 Millionen Zuschauer, sowie ein Rating von 5,6 in derselben Zielgruppe und stellte damit einen neuen Reichweitenrekord auf.
Die erste Folge der zweiten Staffel wurde auf Hawaii bereits am Samstag, 10. September 2011 gezeigt.

### Deutschland
Die höchste Zuschauerzahl wurde mit 3,03 Mio. Zuschauer am 5. Februar 2012 gemessen. Es lief die zweite Episode der zweiten Staffel.
| Staffel | Episoden | Sendezeitraum                 | Einschaltquoten                                                                       | Einschaltquoten            | Einschaltquoten               | Einschaltquoten             | Sendeplatz                                                                           | Quelle |
| Staffel | Episoden | Sendezeitraum                 | Reichweite (ab 3 J. in Mio.)                                                          | Marktanteil (ab 3 J. in %) | Reichweite (14–49 J. in Mio.) | Marktanteil (14–49 J. in %) | Sendeplatz                                                                           | Quelle |
| ------- | -------- | ----------------------------- | ------------------------------------------------------------------------------------- | -------------------------- | ----------------------------- | --------------------------- | ------------------------------------------------------------------------------------ | ------ |
| 1       | 13       | März bis Juni 2011            | ⌀ 2,67 Mio.                                                                           | ⌀ 11,3 %                   | ⌀ 1,54 Mio.                   | ⌀ 14,8 %                    | Sonntag 22:10 Uhr / 23:10 Uhr (13. März 2011) Sonntag 22:10 Uhr                      | [ 43 ] |
| 1       | 11       | August bis Oktober 2011       | ⌀ 2,26 Mio.                                                                           | ⌀ 7,7 %                    | ⌀ 1,19 Mio.                   | ⌀ 10,0 %                    | Donnerstag 21:15 Uhr                                                                 | [ 43 ] |
| 2       | 13       | Januar bis April 2012         | ⌀ 2,57 Mio.                                                                           | ⌀ 10,4 %                   | ⌀ 1,37 Mio.                   | ⌀ 12,8 %                    | Sonntag 22:15 Uhr                                                                    | [ 44 ] |
| 2       | 10       | Juli bis September 2012       | ⌀ 2,57 Mio.                                                                           | ⌀ 10,4 %                   | ⌀ 1,37 Mio.                   | ⌀ 12,8 %                    | Sonntag 22:15 Uhr                                                                    | [ 44 ] |
| 3       | 13       | Februar bis Mai 2013          | ⌀ 2,35 Mio.                                                                           | ⌀ 9,3 %                    | ⌀ 1,20 Mio.                   | ⌀ 11,7 %                    | Sonntag 22:15 Uhr                                                                    | [ 45 ] |
| 3       | 9        | November 2013 bis Januar 2014 | ⌀ 2,35 Mio.                                                                           | ⌀ 9,3 %                    | ⌀ 1,20 Mio.                   | ⌀ 11,7 %                    | Sonntag 22:15 Uhr                                                                    | [ 45 ] |
| 3       | 2        | Januar 2014                   | ⌀ 2,35 Mio.                                                                           | ⌀ 9,3 %                    | ⌀ 1,20 Mio.                   | ⌀ 11,7 %                    | Montag 20:15 Uhr / 21:15 Uhr                                                         | [ 45 ] |
| 4       | 14       | Januar bis April 2014         |                                                                                       |                            |                               |                             | Montag 20:15 Uhr                                                                     |        |
| 4       | 8        | September bis Oktober 2014    | Montag 20:15 Uhr Montag 20:15 Uhr / 21:15 Uhr (22. September 2014 / 27. Oktober 2014) |                            |                               |                             |                                                                                      |        |
| 5       | 17       | Oktober bis November 2015     |                                                                                       |                            |                               |                             | Montag 20:15 Uhr / 21:15 Uhr                                                         |        |
| 5       | 8        | Februar 2017                  | Montag 22:10 Uhr / 23:10 Uhr                                                          |                            |                               |                             |                                                                                      |        |
| 6       | 25       | März bis Mai 2017             |                                                                                       |                            |                               |                             | Montag 22:10 Uhr / 23:10 Uhr Montag 22:10 Uhr / 23:10 Uhr / 00:05 Uhr (29. Mai 2017) |        |
| 7       | 25       | Juli 2017 bis Januar 2018     |                                                                                       |                            |                               |                             | Montag 22:15 Uhr Montag 22:10 Uhr (3. Juli 2017 / 17. Juli 2017)                     |        |
| 8       | 11       | Februar bis April 2018        |                                                                                       |                            |                               |                             | Montag 22:15 Uhr                                                                     |        |
| 8       | 12       | Oktober bis Dezember 2018     |                                                                                       |                            |                               |                             | Montag 22:15 Uhr                                                                     |        |
| 8       | 2        | Januar bis Februar 2019       | Dienstag 22:15 Uhr                                                                    |                            |                               |                             |                                                                                      |        |
| 9       | 13       | Februar bis Mai 2019          |                                                                                       |                            |                               |                             | Dienstag 22:10 Uhr                                                                   |        |
| 9       | 12       | August bis November 2019      |                                                                                       |                            |                               |                             | Dienstag 22:10 Uhr                                                                   |        |
| 10      | 12       | Januar bis April 2020         |                                                                                       |                            |                               |                             | Dienstag 22:15 Uhr                                                                   |        |
| 10      | 10       | Juli bis September 2020       |                                                                                       |                            |                               |                             | Dienstag 22:15 Uhr                                                                   |        |

#### Free-TV
Im deutschen Free-TV läuft die Serie seit dem 13. März 2011 beim Privatsender Sat.1. Der Serienauftakt begann direkt mit zwei Folgen der Serie. Der Serienauftakt hatte einen Marktanteil von 13 Prozent und 17,7 Prozent bei den 14- bis 49-Jährigen.
Die ersten drei Staffeln der Serie wurden von März 2011 bis Januar 2014 jeweils sonntags um 22:15 Uhr auf Sat.1 ausgestrahlt. Eine Ausnahme bildet die Ausstrahlung der letzten elf Folgen der ersten Staffel. Diese wurden jeweils donnerstags um 21:15 Uhr ausgestrahlt.
Am 26. August 2012 tauschten Hawaii Five-0 und Navy CIS: L.A. einmalig den Sendeplatz, denn an diesem Tag wurde das Serien-Crossover Das Spiel mit dem Tod mit dem ersten Teil in Hawaii Five-0 um 21:15 Uhr und mit dem zweiten Teil in Navy CIS: L.A. um 22:15 Uhr ausgestrahlt.
Seit Januar 2014 wurden die neuen Folgen der Serie hauptsächlich in Doppelfolgen montags um 20:15 Uhr ausgestrahlt.
Nach einer Pause sollten die restlichen Folgen der fünften Staffel ab dem 3. April 2016 wieder sonntags ausgestrahlt werden, doch ein Tag nach der Ankündigung wurde bekannt, dass statt Hawaii Five-0 die US-Serie Scorpion auf diesem Sendeplatz ausgestrahlt wird. Ab 6. Februar 2017 liefen die letzten Folgen der fünften Staffel. Die sechste Staffel wurde von März bis Mai 2017 in Doppelfolgen ausgestrahlt.
Von Juli 2017 bis Januar 2018 erfolgte die Ausstrahlung der siebten Staffel montags um 22:15 Uhr. Die ersten elf Episoden der achten Staffel wurden von Februar bis April 2018 auf dem gleichen Sendeplatz wie Staffel sieben gezeigt. Die restlichen Episoden wurden von Oktober 2018 bis Februar 2019 ausgestrahlt. Im selben Monat begann die Veröffentlichung der neunten Staffel, die nach der 13. Folge im Mai bis August 2019 unterbrochen und im Anschluss bis November 2019 fortgesetzt wurde. Ende Januar 2020 begann schließlich die Ausstrahlung der zehnten Staffel.

#### Pay-TV
Vom 29. März bis zum 12. Juli 2012 wurde die erste Staffel auf dem Pay-TV-Sender FOX Channel ausgestrahlt. Seit dem 3. Januar 2013 wurde die zweite Staffel gezeigt. Die Ausstrahlung der zweiten Staffel endete am 21. März 2013. Von 22. Mai bis zum 14. August 2014 wurde die dritte Staffel ausgestrahlt. Vom 20. März bis zum 1. Mai 2015 wurde die vierte Staffel ausgestrahlt. Die fünfte Staffel wurde vom 5. Februar bis zum 25. März 2016 ausgestrahlt.
Wenn es nicht zur Erstausstrahlung der neuen Staffel im deutschen Pay-TV kommt, wiederholt der Sender ältere Folgen.

### Schweiz
In der Schweiz begann die Serie auf dem Sender 3+ mit einer Doppelfolge am 18. März 2011. Mit Beginn von Folge 14 wurde diese in deutschsprachiger Erstausstrahlung gesendet. Die Ausstrahlung der zweiten Staffel begann am 31. Januar 2012 ebenfalls mit einer Doppelfolge. Die ersten 13 Folgen wurden zwischen Januar und April 2012 ausgestrahlt. Die restlichen Folgen der Staffel zwei wurden zwischen Juli und September 2012 ausgestrahlt. Die Ausstrahlung der dritten Staffel begann am 12. Februar 2013 und endete, nach einer Pause, am 10. Januar 2014. Die Ausstrahlung der vierten Staffel begann am 10. Januar 2014 und endete, nach einer Pause, am 17. Oktober 2014. Vom 30. September bis zum 16. Dezember 2015 wurde die fünfte Staffel erstausgestrahlt. Vom 7. September bis zum 22. Februar 2017 wurde die sechste Staffel erstausgestrahlt. Am 31. Mai 2017 begann die deutsche Erstausstrahlung der Staffel 7, welche bis zum 15. November 2017 andauerte. Die ersten elf Episoden der achten Staffel wurden vom 2. Februar bis zum 11. April 2018 ausgestrahlt, während die restlichen Folgen vom 18. Juli bis zum 17. Oktober 2018 gezeigt wurden. Die Erstausstrahlung der neunten Staffel erfolgte vom 23. Januar bis zum 7. August 2019. Am 15. Januar 2020 feierte die zehnte Staffel Premiere.
Nebenbei der Erstausstrahlungen auf 3+ werden Folgen von vorherigen Staffeln wiederholt.

### Österreich
In Österreich strahlte der Sender ORF eins die ersten 13 Folgen der Serie vom 20. März bis 12. Juni 2011 aus. Vom 29. Mai 2013 bis zum 10. September 2013 wurden die restlichen Folgen der Serie gezeigt. Am 27. April 2014 begann die Ausstrahlung der Folgen der zweiten Staffel auf ORF eins. Die weiteren Folgen werden in unregelmäßigen Abständen an unterschiedlichen Tagen zu unterschiedlichen Uhrzeiten ausgestrahlt. März 2015 wurde die zweite Staffel beendet. Vom 26. März bis zum 20. August 2015 wurden die ersten 14 Folgen der dritten Staffel ausgestrahlt. Die restlichen Folgen wurden vom 11. November bis 30. Dezember 2015 ausgestrahlt. Vom 8. Juni bis zum 7. September 2016 wurden die ersten dreizehn Folgen der vierten Staffel ausgestrahlt. Die restlichen neun Folgen wurden vom 9. November 2016 bis zum 19. Januar 2017 ausgestrahlt. Bisher wurden die ersten vier Staffeln vollständig gesendet. Die fünfte Staffel wird seit dem 15. Februar 2017 ausgestrahlt.

### International
In Großbritannien wird die Serie von Bravo UK und in Kanada von den Fernsehsendern Global TV und NTV zur gleichen Zeit wie in den USA ausgestrahlt.

## Hawaii Five-0 in anderen Medien
- Wenn man im Videospiel Grand Theft Auto V (GTA V) die Aufmerksamkeit der Polizei auf sich zieht und einen Fahndungsstern erhält, sagt einer der Protagonisten, Franklin Clinton, manchmal „Shit, Five-0“ (deutsch Verdammt, Five-0).

## Beurteilungen

### Kritik
In den ersten drei Wochen nach Season- und damit auch Serienstart für Hawaii Five-0 wurde die Serie von allen in den USA gezeigten Sendungen am häufigsten aufgezeichnet. Die Serie erhielt meistens gute Kritiken und erreichte 65 von 100 Punkten bei Metacritic.
Spiegel Online meinte, zum Teil sei das Talent der Hauptdarsteller vergeudet worden. „Die gradlinig und ohne erzählerische Raffinesse abgespulten Ermittlungsschritte der entfesselten Hula-Cops dienen als Lückenfüller zwischen den turnusmäßig wiederkehrenden Action- und Folterszenen, die nicht einmal ansatzweise in politische Dimensionen oder ethische Dilemmata eingekleidet werden wie beispielsweise bei 24.“

„Die Asse im Ärmel sind nicht nur der hohe production value, sondern auch Produzenten wie Alex Kurtzman und Roberto Orci (Fringe) plus Starbesetzung, plus ein Regisseur (Len Wiseman), der weiß, wie man visuellen Stil kreiert.“

### Preise und Nominierungen
Golden Globe Award
- Nominiert – Bester Nebendarsteller in einer Serie, Mini-Serie oder einem TV-Film – Scott Caan (2011)

People’s Choice Award
- Gewonnen – Lieblings-TV-Drama-Serie (2011)

Teen Choice Awards
- Nominierung - TV Show: Action (2013)

## DVD- und Blu-ray-Veröffentlichung
Vereinigte Staaten
- Staffel 1 erschien am 20. September 2011
- Staffel 2 erschien am 28. September 2012
- Staffel 3 erschien am 24. September 2013
- Staffel 4 erschien am 16. September 2014
- Staffel 5 erschien am 1. September 2015

Großbritannien
- Staffel 1 erschien am 26. September 2011
- Staffel 2 erschien am 24. September 2012
- Staffel 3 erschien am 30. September 2013
- Staffel 4 erschien am 15. September 2014

Deutschland
- Staffel 1 erschien am 25. Januar 2012 als inoffizieller, mehrsprachiger EU-Import mit deutscher Tonspur
- Staffel 1 erschien am 16. Mai 2012
- Staffel 2 erschien am 3. Januar 2013
- Staffel 3 erschien am 6. März 2014
- Staffel 4 erschien am 5. Februar 2015
- Staffel 5 erschien am 21. April 2016
- Staffel 6 erschien am 2. Februar 2017
- Staffel 7 erschien am 8. März 2018
- Staffel 8 erschien am 28. März 2019
- Staffel 9 erschien am 26. März 2020